# Gunnar Johansson (piłkarz)
Gunnar Johansson (ur. 29 lutego 1924 w Hjärtum; zm. 14 lutego 2003) – szwedzki piłkarz, pomocnik lub obrońca. Brązowy medalista Mistrzostw Świata w 1950.
W latach 1946–1949 grał w Inlands IF. W sezonie 1949/1950 był piłkarzem GAIS. W 1950 – po udanych dla Szwedów mistrzostwach świata w Brazylii – wyjechał do Francji i podpisał kontrakt z Olympique Marsylia. W Marsylii grał do 1958. Następnie występował w AS Aix (do 1961), gdzie pełnił funkcję grającego trenera.
Z reprezentacją Szwecji brał udział w Mistrzostwach Świata w 1950. Wystąpił w dwóch ostatnich meczach Szwecji w turnieju – z Hiszpanią i Urugwajem.